# Miguel Mañara
Miguel Mañara è un mistero in sei quadri scritto dal drammaturgo lituano Oscar Vadislas de Lubicz Milosz nel 1912.
L'opera si rifà alla biografia di don Miguel Mañara Vincentelo de Leca, religioso spagnolo vissuto a Siviglia nel Seicento.

## Trama
L'intera vicenda è ambientata a Siviglia nell'anno 1656.
Il primo quadro si apre nel palazzotto del rozzo don Jaime, nel quale, pur essendo periodo di Quaresima, è stato allestito un fastoso banchetto, al quale sono convenuti numerosi cavalieri. Tra di loro figura anche don Miguel Mañara dei Vincentelo de Leca, giovane dissoluto, ammirato per essere uno spudorato seduttore di donne di ogni classe sociale. Durante la serata, tuttavia, don Miguel, con un lungo discorso, ammette di essere sempre più annoiato dal suo stile di vita e di non provare più alcun piacere.
Verso la fine del banchetto, inoltre, egli è tratto in disparte da don Fernando, un vecchio cavaliere amico dei defunti genitori di don Miguel, don Tomaso de Leca e Girolama Anfriano. Dopo avergli espresso il suo disgusto per l'assenza di moralità nella sua condotta, rivela di essere anche estremamente dispiaciuto della misera condizione in cui versa. Decide, dunque, di invitarlo a partecipare insieme alla messa domenicale alla Chiesa della Caridad a Siviglia, dove intende fargli conoscere la giovane e pura Girolama Carillo de Mendoza.
Quando, poi, tutti i convitati lasciano la stanza, si presenta a don Miguel uno spirito il quale rivela di essere l'ombra della sua vita passata.
Il secondo quadro è ambientato nel giardino della casa dei Carillo de Mendoza, nel quale si trovano Miguel e Girolama Carillo. È passato qualche tempo dal loro primo incontro nella chiesa della Caridad, e i due hanno iniziato a conoscersi.
Durante il colloquio con Girolama, don Miguel Mañara rimane colpito dalla purezza e dalla semplicità della ragazza, diversa da ogni donna frequentata fino ad allora.

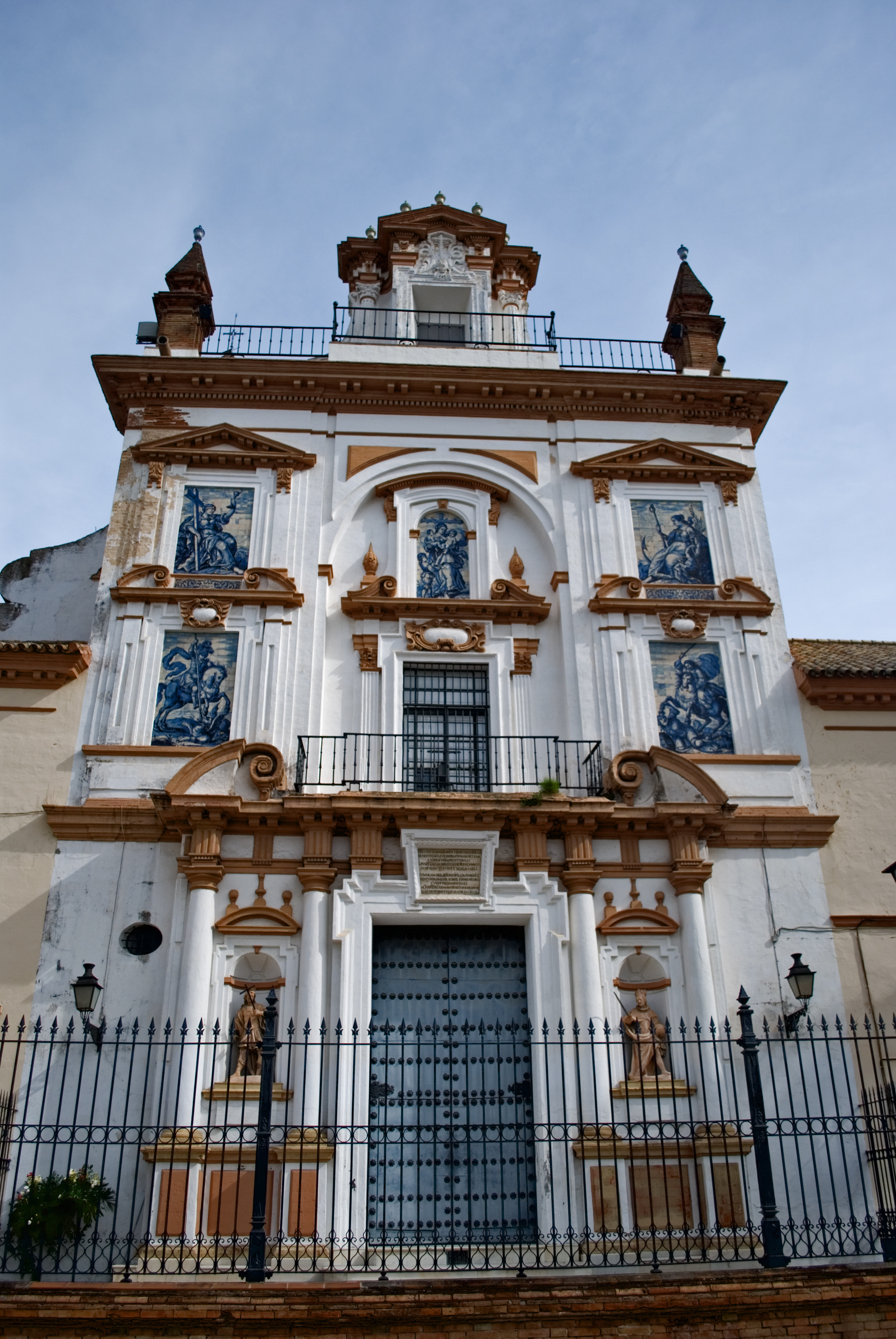
Facciada del Hospital de la Caridad a Siviglia

Facendosi coraggio, infine, il giovane, ringraziando Girolama per averlo tratto in salvo dall'abisso in cui era sprofondato, le chiede di sposarlo. La domanda viene, dunque, accolta dalla ragazza che fa voto di amarlo per l'eternità... ma dopo soli tre mesi di matrimonio, Girolama muore.
Nel terzo quadro appare, infatti, la giovane, distesa su di un letto di morte, sul quale don Miguel sta piangendo. Durante questo compianto il gentiluomo viene, inoltre, tormentato dalle visioni degli spiriti della terra. Quando, tuttavia, gli spiriti si allontanano, Miguel viene confortato dall'apparizione dello spirito del cielo.
Nel quarto quadro Mañara si reca alla chiesa della Caridad per un colloquio con l'abate. Al termine dell'intenso e profondo dialogo, Miguel si ritira in convento.
Il quinto quadro ha luogo davanti alla chiesa della Caridad, dove numerosi fedeli stanno uscendo, dopo aver ascoltato un sermone da Miguel Mañara. Molti religiosi stanno commentando il discorso, del quale viene specialmente lodata la grande capacità di smuovere gli animi e toccare il cuore, con un linguaggio molto semplice. Ad un tratto entra in scena anche Johannes Mendelez, uno storpio, rilasciato dopo quattordici anni di prigione, e disprezzato dalla popolazione.
L'invalido si avvicina dunque a Miguel, al quale rivela di essere stato, in passato nemico di Dio e di aver avuto una vita difficile. Tuttavia, non appena il mendicante dichiara di identificare Dio con Amore, don Miguel gli ordina di gettare via le stampelle e camminare da sé. Il paralitico si libera delle stampelle ed inizia a reggersi in piedi da solo. Subito, la folla presente inizia a gridare al miracolo e ad invocare la benedizione di Mañara.
Il sesto e ultimo quadro è ambientato nel cortile del convento della Caridad, poco prima dell'alba. Entra in scena don Miguel, ormai anziano. Ad un tratto gli si presenta uno sconosciuto avvolto in un mantello, che si rivela come lo spirito della terra venuto per tentarlo un'ultima volta. Don Miguel riesce a desistere e lo spirito svanisce, per lasciare il posto allo spirito del cielo. Proprio in quel momento Miguel muore e il suo corpo privo di vita verrà trovato dal frate giardiniere.